# Carolinas Bajas
Carolinas Bajas es un barrio de la ciudad española de Alicante. Según el padrón municipal, cuenta en el año 2022 con una población de 10 792 habitantes (5643 mujeres y 5149 hombres).
El barrio limita al norte, separado por la calle Jaime Segarra, con el barrio de Carolinas Altas; al este con el barrio del Pla del Bon Repós; al sur con el barrio de San Antón; y al oeste con el barrio de Campoamor. Este barrio y el de Carolinas Altas se conocen de forma conjunta como Carolinas. Se encuentra a 35 metros sobre el nivel del mar.

## Descripción
El origen del barrio de Carolinas Bajas se remonta a finales del siglo XIX, cuando se empezaron a construir casas desperdigadas al norte de la zona a extramuros del Castillo de Santa Bárbara. Se trataba de muchas plantas bajas dispersas como islotes que recordaban la colonia española de las islas Carolinas, situadas en el Pacífico y que permanecieron bajo soberanía española hasta 1899, y al coincidir su construcción con el conflicto con Alemania por la posesión de estas islas, se le dio popularmente este nombre al barrio.

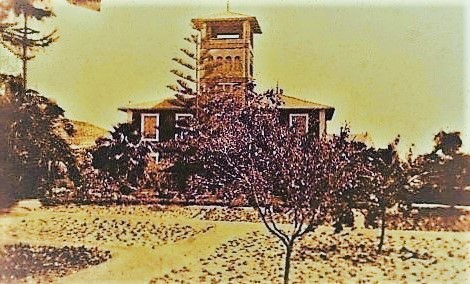
Villa Balbina, frontera noroeste del hoy barrio de Carolinas Bajas (1920) y actualmente Colegio Adoratrices

Las calles son estrechas, y son pocas las que recorren el barrio de extremo a extremo. La avenida de Jijona, en el oeste, es un importante eje de comunicación aunque la vía central del barrio es la calle Sevilla. Es muy pintoresca una de sus plazas, la de Castellón, más conocida como la plaça de les Palmeretes («plaza de las Palmeritas» en valenciano). Antes fue llamada oficialmente como plaza de Blasco Ibáñez, denominación que perdió en 1939.
Es el barrio de Alicante con más población valencianohablante debido a que esta es originaria de las comarcas alicantinas de la Marina Alta, la Marina Baja y la Hoya de Alcoy. No obstante, el castellano es hoy en día la lengua mayoritaria, como en el resto de la capital alicantina.

## Demografía
| Población | 11 658 | 10 783 | 9.960 | 9 568 | 9 231 | 9 888 | 9 937 | 10 052 | 10 217 | 10 149 | 10 792 |

## Fiestas
En el mes de junio se celebran en la ciudad de Alicante las Hogueras de San Juan, declaradas de Interés Turístico Internacional. Carolinas Bajas, como la mayoría de barrios de la ciudad, tiene su propio distrito fogueril que recibe el nombre del barrio, en valenciano, Carolines Baixes. Su hoguera fue fundada en 1929, el segundo año de las fiestas de hogueras, y se planta en la confluencia de la avenida del Poeta Zorrilla (antes Libertad) con la calle Cronista Viravens. Es la hoguera más galardonada de la segunda categoría, destaca también por sus llibrets de temática alicantina y sus ninots de carrer y ha conseguido tres damas del foc a lo largo de su historia: Ana Rocamora Molas en 2001, María Rodríguez Brotons en 2014 y Sonia López Pérez en 2019.
La hoguera Pla-Hospital tiene parte de su distrito en el barrio, aunque su lugar de plantà está en el Pla del Bon Repós.
La desaparecida hoguera de Plaza de Pío XII también tenía su ubicación en Carolinas Bajas, en la plaza del mismo nombre y llegó a ganar en 1983 el 1º premio de categoría Especial. Ha reaparecido en 2025 como Pío XII.